# Rochy (osada leśna)
Rochy – osada leśna (leśniczówka) w Polsce położony w województwie wielkopolskim, w powiecie krotoszyńskim, w gminie Zduny.
W latach 1975–1998 miejscowość administracyjnie należała do województwa kaliskiego.